# Сливино (Николаевская область)
Сливино (укр. Сливине) — село в Николаевском районе Николаевской области Украины.
Население по переписи 2001 года составляло 922 человек. Почтовый индекс — 57130. Телефонный код — 512.

## Местный совет
57130, Николаевская обл., Николаевский р-н, пос. Надбугское, ул. Павла Глазового, 1/1